# Championnat du Pérou de football 2023
Navigation
Édition précédente Édition suivante
La saison 2023 du championnat du Pérou de football se déroule de janvier à novembre 2023 avec trois phases : le tournoi d'ouverture, le tournoi de clôture et la phase dite de Play off. Elle porte l'appellation de Liga 1 Betsson pour la troisième fois.
Le championnat 2023 verra pour la première fois la mise en place de la VAR à partir du tournoi de clôture,.
L'Universitario de Deportes est sacré champion du Pérou pour la 27e fois de son histoire en venant à bout de son classique rival de l'Alianza Lima (1-1 puis 2-0).

## Règlement du championnat 2023
Le règlement ressemble à celui de 2022, toujours avec un nombre impair d'équipes (19), mais cette fois-ci trois équipes (les trois dernières au classement général) descendent directement en 2e division. Le championnat se déroule toujours en trois phases :
- Tournoi d'ouverture : les 19 équipes se rencontrent une fois (18 matchs par équipe avec 19 journées, une équipe étant obligée d'être au repos à chaque journée).
- Tournoi de clôture : les 19 équipes se rencontrent dans l'ordre inverse par rapport au tour précédent.
- Play off : les vainqueurs des tournois d'ouverture et de clôture sont rejoints par les deux meilleures équipes au classement cumulé. Après des demi-finales en matchs aller / retour, la finale se joue également suivant la même modalité. Si une même équipe remportait à la fois les tournois d'ouverture et de clôture, la phase de Play-off serait annulée, le club en question étant automatiquement désigné champion du Pérou. Si une équipe termine parmi les deux premiers du classement cumulé en étant vainqueur de l'un des deux premiers tournois, elle serait automatiquement qualifiée pour la finale.

Les deux premières équipes du classement cumulé ainsi que les vainqueurs des tournois d'ouverture et de clôture sont qualifiées pour la Copa Libertadores 2024, les quatre équipes suivantes sont qualifiées pour la Copa Sudamericana 2024.

## Clubs participants
| \| AC Alianza Atlético AL ADT Atlético Grau C. A. Mannucci Cienciano Cusco FC Binacional CD Garcilaso DM FBC Melgar SB Sport Huancayo SC Unión Comercio UTC U. C. Vallejo UD \| Localisation des clubs engagés dans le championnat 2023. · Légende : · AC : Academia Cantolao, AL : Alianza Lima, DM : Deportivo Municipal, SB : Sport Boys, SC : Sporting Cristal, UD : Universitario de Deportes |
| AC Alianza Atlético AL ADT Atlético Grau C. A. Mannucci Cienciano Cusco FC Binacional CD Garcilaso DM FBC Melgar SB Sport Huancayo SC Unión Comercio UTC U. C. Vallejo UD |

| Club                           | Ville             |
| ------------------------------ | ----------------- |
| Academia Cantolao              | Callao            |
| Alianza Atlético               | Sullana           |
| Alianza Lima (tenant du titre) | Lima              |
| ADT                            | Tarma             |
| Atlético Grau                  | Bernal (district) |
| Carlos A. Mannucci             | Trujillo          |
| Cienciano del Cusco            | Cuzco             |
| Cusco FC (promu)               | Cuzco             |
| Deportivo Binacional           | Juliaca           |
| Deportivo Garcilaso (promu)    | Cuzco             |
| Deportivo Municipal            | Lima              |
| FBC Melgar                     | Arequipa          |
| Sport Boys                     | Callao            |
| Sport Huancayo                 | Huancayo          |
| Sporting Cristal               | Lima              |
| Unión Comercio (promu)         | Tarapoto          |
| Universidad César Vallejo      | Trujillo          |
| UTC                            | Cajamarca         |
| Universitario de Deportes      | Lima              |

## Compétition

### Tournoi d'ouverture
| Rang | Équipe                    | Pts | J  | G  | N | P  | Bp | Bc | Diff |
| ---- | ------------------------- | --- | -- | -- | - | -- | -- | -- | ---- |
| 1    | Alianza LimaT             | 42  | 18 | 14 | 0 | 4  | 37 | 16 | +21  |
| 2    | Sporting Cristal          | 35  | 18 | 9  | 8 | 1  | 33 | 18 | +15  |
| 3    | Universitario de Deportes | 34  | 18 | 11 | 1 | 6  | 29 | 14 | +15  |
| 4    | Cusco FCP                 | 32  | 18 | 10 | 2 | 6  | 24 | 21 | +3   |
| 5    | Sport Huancayo            | 27  | 18 | 8  | 3 | 7  | 30 | 25 | +5   |
| 6    | Universidad César Vallejo | 27  | 18 | 7  | 6 | 5  | 25 | 23 | +2   |
| 7    | Carlos A. Mannucci        | 27  | 18 | 8  | 3 | 7  | 17 | 18 | -1   |
| 8    | Deportivo GarcilasoP2     | 25  | 18 | 6  | 7 | 5  | 32 | 27 | +5   |
| 9    | FBC Melgar                | 25  | 18 | 6  | 7 | 5  | 24 | 22 | +2   |
| 10   | Deportivo Municipal       | 24  | 18 | 7  | 3 | 8  | 19 | 21 | -2   |
| 11   | Cienciano del Cusco       | 24  | 18 | 7  | 3 | 8  | 23 | 28 | -5   |
| 12   | Atlético Grau             | 23  | 18 | 6  | 5 | 7  | 31 | 21 | +10  |
| 13   | Alianza Atlético          | 23  | 18 | 6  | 5 | 7  | 31 | 33 | -2   |
| 14   | ADT                       | 21  | 18 | 5  | 6 | 7  | 23 | 23 | 0    |
| 15   | UTC                       | 21  | 18 | 5  | 6 | 7  | 16 | 22 | -6   |
| 16   | Unión ComercioP           | 19  | 18 | 5  | 4 | 9  | 24 | 40 | -16  |
| 17   | Deportivo Binacional      | 18  | 18 | 5  | 3 | 10 | 28 | 34 | -6   |
| 18   | Sport Boys                | 18  | 18 | 5  | 3 | 10 | 13 | 26 | -13  |
| 19   | Academia Cantolao         | 9   | 18 | 2  | 3 | 13 | 9  | 36 | -27  |

|  | Qualification à la phase de Play off du championnat                       |
|  | T : Tenant du titre P : Promu de Segunda División P2 : Promu de Copa Perú |

### Tournoi de clôture
| Rang | Équipe                    | Pts | J  | G  | N  | P  | Bp | Bc | Diff |
| ---- | ------------------------- | --- | -- | -- | -- | -- | -- | -- | ---- |
| 1    | Universitario de Deportes | 39  | 18 | 11 | 6  | 1  | 28 | 8  | +20  |
| 2    | FBC Melgar                | 38  | 18 | 11 | 5  | 2  | 31 | 13 | +18  |
| 3    | Alianza LimaT             | 37  | 18 | 10 | 7  | 1  | 18 | 6  | +12  |
| 4    | Sporting Cristal          | 36  | 18 | 10 | 6  | 2  | 31 | 13 | +18  |
| 5    | ADT                       | 34  | 18 | 9  | 7  | 2  | 21 | 13 | +8   |
| 6    | Sport Huancayo            | 29  | 18 | 8  | 5  | 5  | 22 | 14 | +8   |
| 7    | Deportivo GarcilasoP2     | 27  | 18 | 7  | 6  | 5  | 24 | 20 | +4   |
| 8    | Universidad César Vallejo | 24  | 18 | 7  | 3  | 8  | 25 | 19 | +6   |
| 9    | Cienciano del Cusco       | 24  | 18 | 6  | 6  | 6  | 21 | 20 | +1   |
| 10   | Sport Boys                | 23  | 18 | 6  | 5  | 7  | 15 | 23 | -8   |
| 11   | Carlos A. Mannucci        | 20  | 18 | 5  | 5  | 8  | 16 | 22 | -6   |
| 12   | UTC                       | 19  | 18 | 3  | 10 | 5  | 21 | 23 | -2   |
| 13   | Cusco FCP                 | 18  | 18 | 4  | 6  | 8  | 18 | 23 | -5   |
| 14   | Atlético Grau             | 18  | 18 | 4  | 6  | 8  | 17 | 27 | -10  |
| 15   | Deportivo Binacional      | 17  | 18 | 5  | 2  | 11 | 25 | 34 | -9   |
| 16   | Unión ComercioP           | 17  | 18 | 4  | 5  | 9  | 18 | 32 | -14  |
| 17   | Academia Cantolao         | 17  | 18 | 5  | 2  | 11 | 12 | 26 | -14  |
| 18   | Alianza Atlético          | 16  | 18 | 4  | 4  | 10 | 14 | 25 | -11  |
| 19   | Deportivo Municipal       | 12  | 18 | 4  | 0  | 14 | 17 | 33 | -16  |

|  | Qualification à la phase de Play off du championnat                       |
|  | T : Tenant du titre P : Promu de Segunda División P2 : Promu de Copa Perú |

### Classement cumulé
| Rang | Équipe                       | Pts | J  | G  | N  | P  | Bp | Bc | Diff |
| ---- | ---------------------------- | --- | -- | -- | -- | -- | -- | -- | ---- |
| 1    | Alianza LimaT,Ouv            | 79  | 36 | 24 | 7  | 5  | 55 | 22 | +33  |
| 2    | Universitario de DeportesClo | 73  | 36 | 22 | 7  | 7  | 57 | 22 | +35  |
| 3    | Sporting Cristal             | 71  | 36 | 19 | 14 | 3  | 64 | 31 | +33  |
| 4    | FBC Melgar                   | 63  | 36 | 17 | 12 | 7  | 55 | 35 | +20  |
| 5    | Sport Huancayo               | 56  | 36 | 16 | 8  | 12 | 52 | 40 | +12  |
| 6    | ADT                          | 55  | 36 | 14 | 13 | 9  | 44 | 36 | +8   |
| 7    | Deportivo GarcilasoP2 -1     | 51  | 36 | 13 | 13 | 10 | 56 | 47 | +9   |
| 8    | Universidad César Vallejo    | 51  | 36 | 14 | 9  | 13 | 50 | 42 | +8   |
| 9    | Cusco FCP                    | 50  | 36 | 14 | 8  | 14 | 42 | 45 | -3   |
| 10   | Cienciano del Cusco          | 48  | 36 | 13 | 9  | 14 | 44 | 48 | -4   |
| 11   | Carlos A. Mannucci           | 47  | 36 | 13 | 8  | 15 | 33 | 40 | -7   |
| 12   | Atlético Grau                | 41  | 36 | 10 | 11 | 15 | 48 | 48 | 0    |
| 13   | UTC                          | 40  | 36 | 8  | 16 | 12 | 37 | 45 | -8   |
| 14   | Alianza Atlético             | 39  | 36 | 10 | 9  | 17 | 46 | 58 | -12  |
| 15   | Sport Boys -4                | 37  | 36 | 11 | 8  | 17 | 28 | 49 | -21  |
| 16   | Unión ComercioP              | 36  | 36 | 9  | 9  | 18 | 42 | 72 | -30  |
| 17   | Deportivo Binacional         | 35  | 36 | 10 | 5  | 21 | 53 | 68 | -15  |
| 18   | Deportivo Municipal -5       | 31  | 36 | 10 | 5  | 21 | 36 | 54 | -18  |
| 19   | Academia Cantolao            | 26  | 36 | 7  | 5  | 24 | 21 | 62 | -41  |

|  | Qualification pour la Copa Libertadores 2024 |
|  | Qualification pour la Copa Sudamericana 2024 |
|  | Relégation directe en deuxième division |
|  | T : Tenant du titre Ouv : Vainqueur du tournoi d'ouverture Clo : Vainqueur du tournoi de clôture P : Promu de Segunda División P2 : Promu de Copa Perú |

L'Alianza Lima et l'Universitario de Deportes – le premier comme vainqueur du tournoi d'ouverture et premier au classement général, le deuxième comme vainqueur du tournoi de clôture et deuxième au classement général – sont directement qualifiés à la finale du championnat.

### Play off

#### Tableau
|  |                                 |            |                           |            |            |   |   |        |        |        |        |        |
|  | 1/2 finale                      | 1/2 finale | 1/2 finale                | 1/2 finale | 1/2 finale |   |   | Finale | Finale | Finale | Finale | Finale |
|  |                                 |            |                           |            |            |   |   |        |        |        |        |        |
|  |                                 |            |                           |            |            |   |   |        |        |        |        |        |
|  | Alianza Lima                    |            |                           |            |            |   |   |        |        |        |        |        |
|  | 4 et 8 novembre 2023            |            |                           |            |            |   |   |        |        |        |        |        |
|  | Alianza Lima qualifié d'office  |            |                           |            |            |   |   |        |        |        |        |        |
|  | Alianza Lima                    |            | 1                         | 0          | 1          |   |   |        |        |        |        |        |
|  | Alianza Lima                    |            |                           | 0          | 1          |   |   |        |        |        |        |        |
|  |                                 |            | Universitario de Deportes |            | 1          | 2 | 3 |        |        |        |        |        |
|  | Universitario de Deportes       |            | Universitario de Deportes |            | 1          | 2 | 3 |        |        |        |        |        |
|  |                                 |            |                           |            |            |   |   |        |        |        |        |        |
|  | Universitario qualifié d'office |            |                           |            |            |   |   |        |        |        |        |        |
|  |                                 |            |                           |            |            |   |   |        |        |        |        |        |

#### Finale du championnat
| Équipe                    | Aller | Total | Retour | Équipe       |
| ------------------------- | ----- | ----- | ------ | ------------ |
| Universitario de Deportes | 1 - 1 | 3 - 1 | 2 - 0  | Alianza Lima |

| 4 novembre 2023 | Universitario de Deportes | 1 - 1   | Alianza Lima                                             | Estadio Monumental, Lima |                          |
| 20:00           | Alex Valera 63e (pen.)    | (0 - 0) | 90+4e Gabriel Costa                                      | Arbitrage : Kevin Ortega | Arbitrage : Kevin Ortega |
| 20:00           | Carvallo 75e · Ureña 75e  | Rapport | 61e Barcos · 74e Rodríguez · 77e Ballón · 90+2e Zambrano | Arbitrage : Kevin Ortega | Arbitrage : Kevin Ortega |

| 8 novembre 2023 | Alianza Lima           | 0 - 2   | Universitario de Deportes                 | Estadio Alejandro Villanueva, Lima |                           |
| 20:00           |                        | (0 - 1) | 3e Edison Flores · 82e Horacio Calcaterra | Arbitrage : Edwin Ordóñez          | Arbitrage : Edwin Ordóñez |
| 20:00           | Concha 18e · Costa 70e | Rapport |                                           | Arbitrage : Edwin Ordóñez          | Arbitrage : Edwin Ordóñez |

| Pérou                               |
| Champion                            |
| Universitario de Deportes 27e titre |

## Bilan de la saison
| Championnat du Pérou de football 2023 |                                       |
| Champion                              | Universitario de Deportes (27e titre) |
| Qualifications continentales          |                                       |
| Copa Libertadores 2024                | Universitario de Deportes             |
| Copa Libertadores 2024                | Alianza Lima                          |
| Copa Libertadores 2024                | Sporting Cristal                      |
| Copa Libertadores 2024                | FBC Melgar                            |
| Copa Sudamericana 2024                | Sport Huancayo                        |
| Copa Sudamericana 2024                | ADT                                   |
| Copa Sudamericana 2024                | Deportivo Garcilaso                   |
| Copa Sudamericana 2024                | Universidad César Vallejo             |
| Promotions et relégations             |                                       |
| Promus en Liga 1                      | Comerciantes Unidos                   |
| Promus en Liga 1                      | CD Los Chankas                        |
| Relégués en Liga 2                    | Deportivo Binacional                  |
| Relégués en Liga 2                    | Deportivo Municipal                   |
| Relégués en Liga 2                    | Academia Cantolao                     |